# 市川市立妙典小学校
市川市立妙典小学校（いちかわしりつ みょうでんしょうがっこう）は、千葉県市川市妙典二丁目にある公立小学校。2019年5月1日現在児童数は719名となっている。90分をそれぞれ20分ずつの4モジュールと10分の休憩時間を設けたモジュール学習、2学期制などを行っている。
ノーチャイム制が実施されており、授業時間の区切りのチャイムは鳴らない。

## 沿革
市川市の行徳地区のうち蓮田だったところを1994年から1999年にわたる土地区画整理事業により50.8ヘクタールに及ぶ大規模な宅地開発が行われたことから人口が急増し、行徳小学校の過大規模解消のため、1999年（平成11年）4月1日に市内39校目の小学校として、当初児童数360名13学級で開校された。同時期に妙典地区では大規模マンション3棟他いくつかのマンションが竣工、また2000年1月22日 東京メトロ東西線 妙典駅が開業、2003年には26学級、891名と児童が急増した。このため2004年に新校舎が増築された。この年5月には27学級、児童数944名となった。
児童数増加の歯止めを行うため、2005年4月に通学区域の一部を塩焼小学校に移した。
2009年3月21日、日本PBL研究所主催の「PBLフェスタ2009」で妙典小学校のチームがグランプリに選ばれた。
2011年3月11日の東日本大震災で大きな被害を受けた岩手県下閉伊郡山田町の学校園に文房具の援助を行った。

## 学校行事
| - 4月 - 5月 運動会 - 6月 | - 7月 - 8月 - 9月 | - 10月 - 11月 - 12月 プレスタ(学習発表会など) | - 1月 - 2月 - 3月 旅立ちの会 |

## 校舎
校舎は江戸川放水路に道を隔て隣接している。高規格堤防（スーパー堤防）上に建設されており、地下には、千葉県水道局の妙典給水場の配水池がある複合施設となっている。教室はオープンスペースになっており教室と廊下の仕切りがない。学校施設開放などのためにエレベーターを設置、また障害者用トイレの設置などユニバーサルデザイン化されている。校庭には夜間照明施設がある。パシフィックコンサルタンツが設計し、フジタ・大城・中川特定建設工事共同企業体が施行した。2004年4月、新校舎12教室を増築しているが新校舎はオープンスペースではない。

## 校歌
「あったかはあとがパスポート」　詞 横田恒幸 作曲 佐藤光政

## 通学区域
下新宿、河原、妙典1〜2丁目、妙典3丁目16〜25番、妙典4丁目1番〜9番、妙典5丁目1番〜7番、妙典6丁目1番〜8番

## 進学先中学校
大半は市川市立第七中学校、市川市立妙典中学校に進学するが、私立受験をする生徒も少なくない。

## 交通
- 東京メトロ東西線 妙典駅東口より北東0.8km[5]

## 通学区域内の主な施設
- 千葉県水道局 妙典給水場
- 市川市立妙典保育園
- 妙典公園
- 深川検車区行徳分室
- 徳願寺
- 行徳可動堰

## 関連書籍
- 『明解行徳の歴史大事典』 328-329ページ　著者:鈴木和明 文芸社（2005年） ISBN 978-4835585666